# Talpa (Teleorman)
Talpa é uma comuna romena localizada no distrito de Teleorman, na região de Muntênia. A comuna possui uma área de 42.42 km² e sua população era de 2124 habitantes segundo o censo de 2007.